# André Gagnon
André Gagnon (ur. 2 sierpnia 1936 w St-Pacôme-de-Kamouraska w prowincji Quebec, zm. 3 grudnia 2020) – kanadyjski kompozytor. Początkowo komponował utwory wybitnie klasyczne, jednak w latach 70. jego muzyka przeobraziła się i stała się bardziej współczesna.
André Gagnon skomponował również muzykę dla wielu artystów, takich jak Diane Dufresne (Le 304), Renée Claude (Je suis une femme d'aujourd'hui, Ballade pour mes vieux jours) czy Nicole Martin (Mannequin).

## Dyskografia
Albumy
- 1964 André Gagnon – Piano et orchestre
- 1965 Léveillée-Gagnon
- 1966 Une voix, deux pianos
- 1968 Pour les amants (Don't Ask Me Why)
- 1969 Notre amour
- 1969 Mes quatre saisons
- 1971 Let It Be Me
- 1971 Les grands succes d'André Gagnon
- 1972 Les turluteries
- 1972 Encore
- 1973 Projection
- 1974 Saga
- 1976 Neiges
- 1978 Le Saint-Laurent
- 1980 Mouvements
- 1981 Virage à gauche / Left Turn
- 1982 Greatest Hits
- 1983 Impressions
- 1986 Comme dans un film
- 1989 Des dames de cœur
- 1990 Resonance
- 1991 Sai-Kai
- 1992 Noël
- 1993 Les jours tranquilles
- 1993 Presque blue
- 1994 Romantique
- 1995 Piano
- 1996 Twilight Time
- 1996 Coffret de collection
- 1997 La collection émergence
- 1998 Au centre Molson

Single, piosenki
- 1968 „Don't Ask Me Why”
- 1969 „Song For Petula”
- 1971 „Rainbow”
- 1976 „Wow!”
- 1976 „Surprise”
- 1977 „Weekend”
- 1980 „A Ride To Ville Emard”